# منشأة سلامة
قرية منشأة سلامة هي إحدى القرى التابعة لمركز الرياض في محافظة كفر الشيخ في جمهورية مصر العربية. حسب إحصاءات سنة 2006، بلغ إجمالي السكان في «منشأة سلامة» 2186 نسمة، منهم 1046 رجل و1140 امرأة.